# Heinkel He 114
L'Heinkel He 114 era un idrovolante sesquiplano prodotto dall'azienda tedesca Ernst Heinkel Flugzeugwerke AG negli anni trenta ed utilizzato dalla Kriegsmarine come ricognitore marittimo imbarcato. Era progettato per sostituire l'He 60 ma non rimase a lungo in servizio, sostituito a sua volta dall'Arado Ar 196 come ricognitore standard della marina.

## Storia del progetto
Verso la metà degli anni trenta il Reichsluftfahrtministerium (RLM) si rese conto che l'idrovolante imbarcato da ricognizione Heinkel He 60 presentava chiari segni di obsolescenza. Nell'estate del 1935 l'RLM emise un requisito relativo ad un nuovo velivolo per l'impiego come ricognitore a corto raggio: l'aereo doveva operare sia nelle Bordfliegerstaffel imbarcate sulle navi da guerra della Kriegsmarine che in seno alle Küstenfliegergruppe basate sugli idroscali costieri. In risposta alla richiesta vennero presentati tre progetti: l'Arado Ar 95, il Focke-Wulf Fw 62 e l'Heinkel He 114.

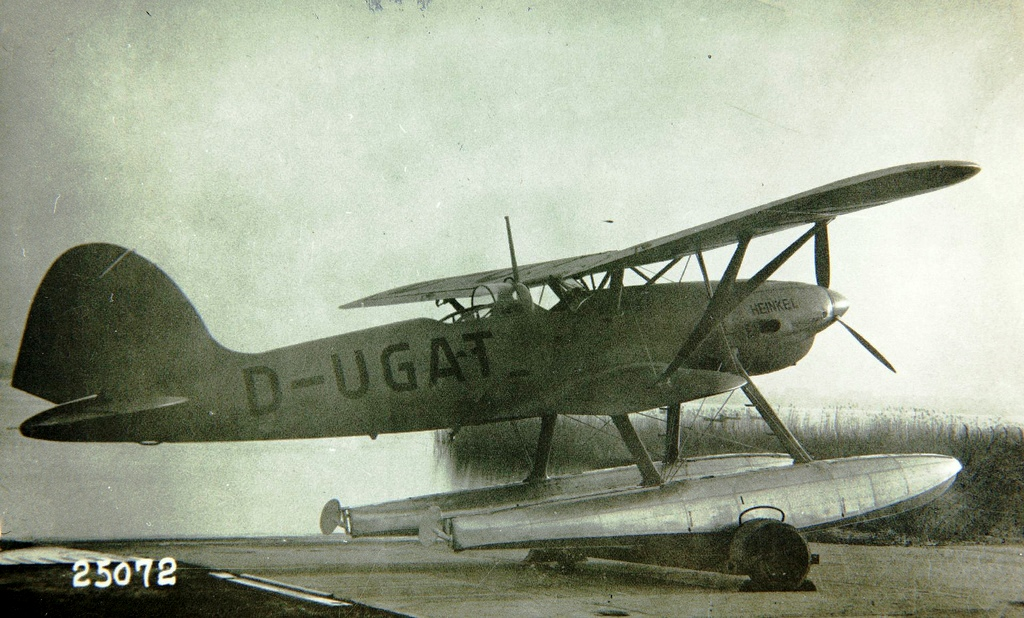
Prototipo dell'Heinkel He 114V1 dotato di motore Daimler-Benz DB 600 da 960 CV.

L'ufficio tecnico della Heinkel elaborò il progetto He 114, relativo ad un idrovolante biplano a scarponi, in lega leggera, costruito con la tecnica a semimonoguscio. Il propulsore prescelto per l'installazione fu il Pratt & Whitney Hornet a 9 cilindri, raffreddato ad aria, costruito su licenza dalla BMW come modello 132Dc. La temporanea indisponibilità del motore prescelto portò all'installazione sui primi due prototipi di motori alternativi. Il primo esemplare ebbe un Daimler-Benz DB 600A erogante 960 CV, mentre il secondo ricevette uno Junkers Jumo 210Ea da 680 CV. Entrambi i prototipi iniziarono i collaudi in volo nella primavera del 1936, che però non diedero esito soddisfacente. Il velivolo aveva un insoddisfacente comportamento dal punto di vista idrodinamico, essendo instabile in acqua, e sollevando forti onde anche nei rullaggi a bassa velocità. In volo il suo comportamento era solo leggermente migliore. Il terzo prototipo (He 114V-3, matricola D-IOGD) ricevette il definitivo propulsore BMW 132Dc, fu dotato di un abitacolo chiuso, ed ebbe modifiche sia al disegno dei galleggianti che agli impennaggi. Tuttavia fu solo con il quarto prototipo (He 114V-4, matricola D-IDWC) che le prestazioni dell'aereo migliorarono sensibilmente. Tale velivolo disponeva di un motore BMW 132K da 960 CV a 0 m, aveva estremità alari arrotondate ed ulteriori modifiche ai galleggianti.
Le prove ufficiali tenutesi a Travemünde diedero risultati così scarsi che l'ufficio tecnico della Luftwaffe fu costretto ad emettere un nuovo requisito, cui risposero Arado e Focke-Wulf, temendo che la Heinkel non fosse in grado di correggere i difetti del velivolo. Alla fine del 1936 venne terminato il quinto prototipo (Hе.114V-5) dotato di ali ridotte e motore ВМW-132Dс.  Nell'inverno del 1936-1937 venne ordinata la produzione di una piccola preserie di 10 esemplari, designati He114A-0. In realtà i primi quattro velivoli della preserie furono ulteriori prototipi. L'esemplare V-6 fu considerato il primo He 114A-0 di preserie, così come il V-7 il secondo. Il prototipo He 114V-8 (matricola D-IDEG), dotato di motore ВМW-132K azionante un'elica tripala a passo variabile VDM, venne considerato il prototipo della versione He.114A-1. L'esemplare He114V-8 venne utilizzato per eseguire i test di lancio dalle catapulte a Travemünde, che non diedero esito completamente soddisfacente. Il quarto A-0 (Hе.114-V9 D-IHDG) aveva modifiche alla fusoliera. Le successive sei macchine di preserie furono utilizzate a Travemünde per prove di vario genere.

## Tecnica
L'aspetto generale del velivolo era piuttosto convenzionale per un idrovolante a scarponi. La fusoliera presentava una cabina di pilotaggio chiusa anteriormente mentre posteriormente era semiaperta per permettere l'uso della mitragliatrice MG 15 da 7,92 mm brandeggiabile da parte dell'osservatore. La parte posteriore terminava in una coda dall'impennaggio tradizionale monoderiva caratterizzato dai piani orizzontali di generose dimensioni. La configurazione alare risultava invece piuttosto insolita. La configurazione sesquiplana presentava l'ala inferiore notevolmente più piccola di quella superiore, quest'ultima montata a parasole e fissata alla fusoliera con una serie di travature in maniera simile ad un monoplano. I due galleggianti erano anch'essi di notevoli dimensioni e collegati direttamente alla fusoliera tramite robusti montanti.
Il propulsore era un motore radiale BMW 132 K a 9 cilindri, raffreddati ad aria, eroganti la potenza di 960 CV al livello del mare e 839 CV ad una quota di 1 000 m. Esso azionava un'elica tripala metallica di 3,30 m di diametro. La capacità carburante era pari a 640 litri, mentre quella massima raggiungeva i 1 109 litri con l'installazione di serbatoi ausiliari interni.
L'armamento difensivo si basava su una mitragliatrice Rheinmetall-Borsig MG-15 da 7,92 mm, dotata di 600 colpi, brandeggiabile dall'osservatore, e due bombe SC-50 da 50  kg posizionate sotto l'ala inferiore.

## Impiego operativo
L'He 114 non ottenne mai un grande successo, non fu costruito in gran numero e rimase in servizio nella Luftwaffe solo pochi anni prima della radiazione. Rispetto all'He 60 che andava a sostituire, l'He 114 aveva inferiori qualità di galleggiamento e prestazioni appena superiori in volo.
La produzione fu affidata alla Weser, che costruì una prima serie di 33 He 114A-1 equipaggiati con propulsore BMW 132N, azionante un'elica tripala, anche se su alcuni esemplari fu installata temporaneamente un'elica bipala. Il primo aereo fu consegnato alla scuola addestramento dell'aviazione navale nel giugno del 1937. Dopo la versione A-1, a partire dal giugno 1937, venne prodotto l'He.114A-2 dotato della stessa fusoliera rinforzata dell'He 114V-9, attacchi per il lancio da catapulta, e propulsore BMW 132K azionante un'elica tripala metallica del diametro di 3,3 m. Il primo esemplare di questa versione volò per la prima volta il 16 febbraio 1937, e gli esemplari prodotti entrarono in servizio presso il 1./KüFlGr 706., che ritornò sugli Heinkel He 60 nel 1939.
Durante la seconda guerra mondiale gli He 114 prestarono servizio nei reparti da ricognizione SAGr 125 e SAGr 126,  usati per la ricognizione sul Mediterraneo, in Grecia, a Creta e sul Mar Nero, e dal 1./SAGr 125 nel Baltico nel 1941. L'Heinkel He 114 venne radiato dal servizio a partire dal 1942, completamente sostituito nel ruolo dall'Arado Ar 196 e dal Blohm und Voss BV 138.
L'idrovolante ebbe anche un limitato impiego imbarcato a bordo della unità della Kriegsmarine. La ditta Weser modificò per l'impiego imbarcato il prototipo He 114V-2, dotato ancora del propulsore Junkers Jumo 210Ea, ma equipaggiato con nuovi galleggianti, che fu consegnato alla Kriegsmarine per le prove di lancio dalla catapulta. Così modificato l'aereo venne imbarcato sugli incrociatori da battaglia Gneisenau e Scharnhorst.  I nuovi galleggianti adottati non mostrarono miglioramenti nelle prestazioni rispetto ai tipi tradizionali, e furono ben presto sostituiti. L'Hе 114V-2 venne ben presto sostituito da un He 114A-1 e ritornò presso la Heinkel per l'installazione del motore BMW 132. Quattro velivoli della versione He 114C-2 furono consegnati agli incrociatori ausiliari che effettuavano la guerra di corsa contro il naviglio mercantile britannico, venendo impiegati in Atlantico del Sud e nell'Oceano Indiano.  Ricevettero tale versione gli incrociatori ausiliari HSK 5 Pinguin e HSK 2 Atlantis. L'ultimo velivolo imbarcato, quello dell'Atlantis, andò perso il 21 gennaio 1941 a causa di un incidente in ammaraggio.
L'aereo conobbe un discreto successo di esportazione, venendo venduto in Danimarca, Romania, Spagna e Svezia. Il 1º aprile 1940 il governo danese aveva ordinato quattro Hе 114 la cui consegna era prevista tra il giugno e l'agosto dello stesso anno. A causa dell'invasione, e della successiva occupazione del paese da parte dei tedeschi, l'ordine non fu mai evaso.

### Romania
Nel 1939 l'A.R.R. ordinò 12 He 114B-2 con consegne previste per quell'anno, cui seguì un ulteriore ordine per 12 He 114C-1 con consegne per la metà del 1941. Poco prima dell'invasione dell'URSS da parte della Germania la Luftwaffe requisì i velivoli dell'intero ordine rumeno, immettendoli in servizio presso il 1./SAGr.125. Essi vennero utilizzati in combinazione con gli Heinkel He 60 lungo la costa del Mar Baltico e nel Golfo di Finlandia. Entro la fine dell'anno del 1941 il 1./SAGr.125 fu completamente riequipaggiato e gli He 114 furono consegnati ai rumeni, andando ad equipaggiare due squadron da ricognizione, la 101ª e la 102ª Eskadrila, basate a Mamaia, sul Mar Nero. In questi reparti gli aerei militarono fino alla fine del 1944, venendo poi sostituiti dagli Arado Ar 196A-3. I velivoli appoggiarono le operazioni della conquista della città di Odessa, e poi quelle della 3ª Armata rumena in Ucraina e Crimea. Fino all'agosto 1944 i velivoli effettuarono complessivamente 1 138 missioni, con la perdita di 8 aerei, affondando nel contempo due piccole navi da guerra sovietiche, e danneggiando seriamente quattro sommergibili. Dopo la fine della guerra i 13 rimanenti velivoli entrarono in servizio presso la Forţele Aeriene ale Republicii Populare Română, equipaggiando il 347º Gruppo Idrovolanti basato sul Lago Siutghiol, vicino a Costanza. Il 6 maggio 1955 un velivolo decollato su allarme, con equipaggio formato dal Lt. Constantin Gornistu e dal Lt. Traian Cretu, defezionò in Occidente atterrando a Kandra, in Turchia, nelle vicinanze di Istanbul. L'aereo venne successivamente restituito alle autorità rumene. Gli ultimi otto esemplari furono definitivamente radiati il 1º maggio 1960.

### Svezia
Nel 1938 in seguito al rapido peggioramento della situazione internazionale il governo svedese decise di dare il via ad un piano di riarmo militare. Una missione, guidata dal generale Nils Söderberg, visitò gli stabilimenti della Heinkel interessandosi all'idrovolante da ricognizione Heinkel He 114. Dopo alcune prove di volo effettuate con successo a Warnemünde, la ditta tedesca offrì al governo svedese l'acquisto dal velivolo ad un prezzo di favore. Nel novembre 1939 la Svenska Flygvapnet  emise un ordine relativo all'acquisto di 12 He 114A, designati localmente S 12 (S per Spaning = ricognitore). Ulteriori 27 velivoli vennero acquistati alcuni mesi più tardi.
Con l'invasione tedesca della Danimarca e della Norvegia, avvenuta nell'aprile del 1940, le consegne vennero fermate, e 39 He 114 destinati alla Svezia presi in carico dalla Luftwaffe. Dopo una lunga trattativa dodici velivoli usati e smontati vennero consegnati al C.V.V. (le Officine della Svenska Flygvapnet) di Västerås. Tali velivoli abbisognavano di una completa revisione prima di essere immessi in servizio. Gli S 12 furono consegnati al 2nd Squadron del Wing F 2 di Hägernäs, ed utilizzati come ricognitori costieri a salvaguardia della neutralità svedese. La carriera degli S 12 come aerei da ricognizione marittima in seno alla Svenska Flygvapnet fu molto breve, circa tre anni. Con l'entrata in servizio dell'idrovolante da ricognizione marittima Saab S17BS, gli S 12 furono in gran parte riutilizzati come addestratori. Nel 1945 i rimanenti sei S 12 furono convertiti in aerei da traino bersaglio.

### Spagna
Nel luglio 1943 l'Ejército del Aire ricevette la fornitura di 12 idrovolanti da ricognizione Heinkel He 114A, con cui venne costituito il 52º Gruppo. Un esemplare venne ceduto all'Armada Española che lo impiegò a bordo dell'incrociatore leggero Miguel de Cervantes, appartenente alla classe Almirante Cervera, fino al 1954.

## Versioni
- He 114V-1: primo prototipo dotato di motore Daimler-Benz DB 600A a 12 cilindri a V rovesciata, raffreddato a liquido, erogante 960 CV.
- He 114V-2: secondo prototipo dotato di motore Junkers Jumo 210Ea a 12 cilindri a V rovesciata, raffreddato a liquido, erogante 680 CV.
- He 114V-3: terzo prototipo dotato di motore radiale BMW 132Dc a 9 cilindri a V, raffreddato ad aria, erogante 850 CV.
- He 114A-0: versione di preserie, costruita in 10 esemplari, e dotata di motore radiale BMW 132Dc da 880 CV (656 kW).
- He 114A-1: prima versione di serie destinata all'addestramento, costruita in 33 esemplari, e dotata di propulsore radiale BMW 132N da 865 CV.
- He 114A-2: versione destinata all'imbarco sulle navi da guerra, dotata di propulsore radiale BMW 132K.
- He 114B-1: versione da esportazione costruita in 12 esemplari per la Svezia.
- He 114B-2: versione da esportazione costruita in 12 esemplari per la Romania.
- He 114C-1: versione ordinata in 12 esemplari dalla Romania, armata con due mitragliatrici Rheinmetall-Borsig MG-17 da 7,92 mm. Incamerati dalla Luftwaffe nell'agosto 1941, vennero poi ceduti all'alleato alla fine dell'anno.
- He 114C-2: versione disarmata destinata all'imbarco sugli incrociatori ausiliari della Kriegsmarine, impiegati nella guerra da corsa.

## Utilizzatori
Germania
- Luftwaffe

 Romania
- Forțele Aeriene Regale ale României

 Romania
- Forţele Aeriene ale Republicii Populare Română

 Spagna
- Ejército del Aire

 Svezia
- Svenska Flygvapnet

## Esemplari attualmente esistenti
Il 27 giugno 2012, due subacquei rumeni, Pascale Roibu e Iulian Rusu hanno scoperto un idrovolante Heinkel 114 nelle acque del lago Siutghiol, vicino a Mamaia, Constanza, Romania. In seguito, vicino all'He 114, i due sommozzatori hanno ritrovato pezzi di un altro idrovolante, un Blohm & Voss BV 138.

### Pubblicazioni
- Nico Sgarlato, Ricognitori tedeschi. Gli occhi della Luftwaffe, in I grandi aerei storici, No.64, Parma, Delta Editrice, maggio-giugno 2013, ISSN 1720-0636 (WC · ACNP).
- Tullio Marcon, I velivoli catapultabili in guerra 1939-1945. Parte 1ª, in Storia Militare, No.9, Parma, Ermanno Albertelli Edizioni Speciali, giugno 1994, ISSN 1122-5289 (WC · ACNP).